# Molk
Le molk désigne dans le monde sémitique et carthaginois le sacrifice sanglant constitué par l'offrande des prémices qu'il s'agisse de nouveau-nés des troupeaux, des premiers fruits de la récolte ou de l'enfant premier-né.

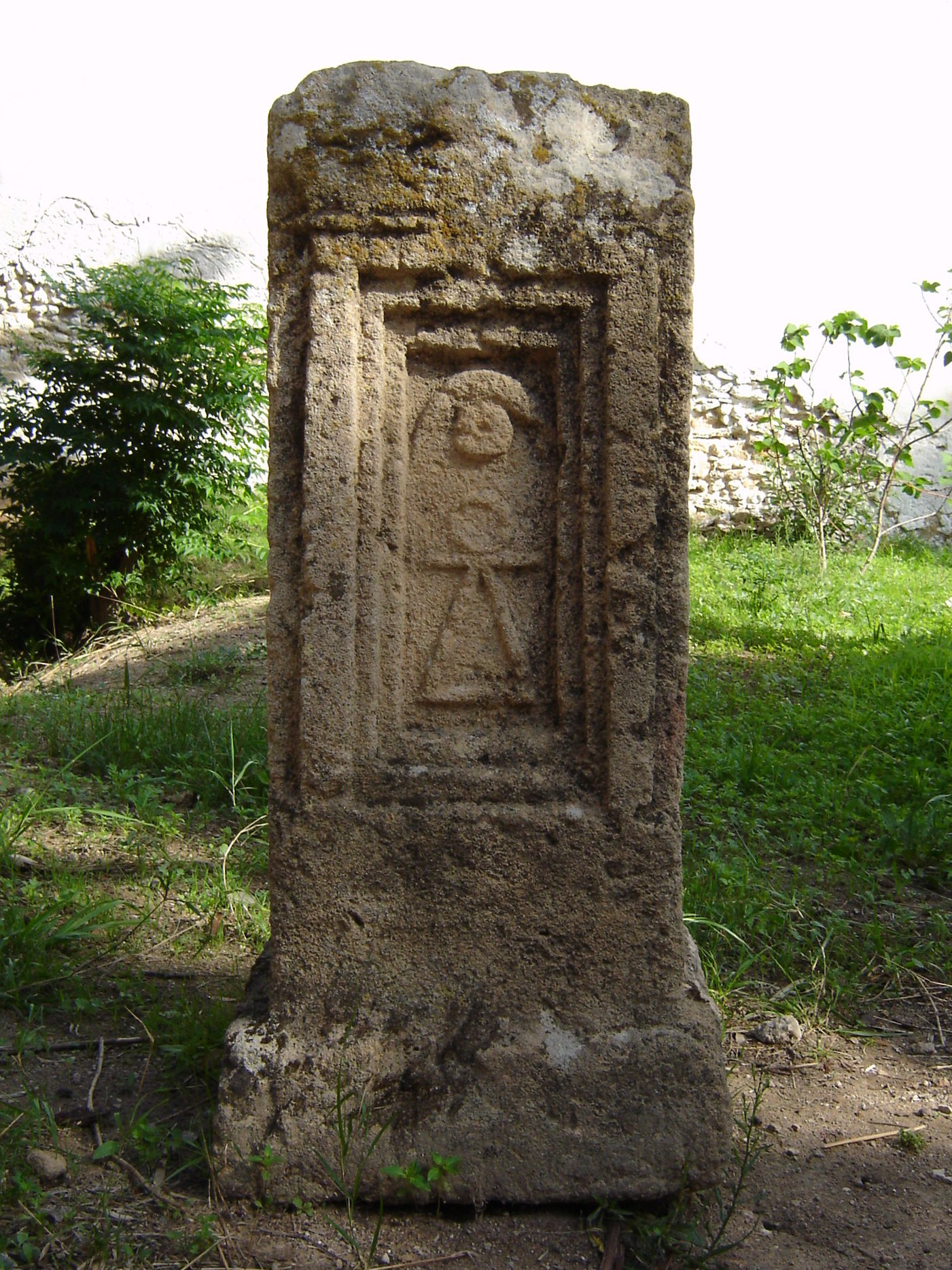
Stèle sur le tophet de Carthage dédiée à Ba'al Hammon. On y voit le signe de Tanit.

Ce sacrifice peut être offert à Ba'al Hammon ou à sa parèdre, Tanit, puis, par substitution, à Saturne dit africain.

## Explication
Marcel Leglay, dans sa thèse Saturne africain, met en valeur la signification de ce sacrifice et plus tard du procédé de substitution qui doit le remplacer. Ce sacrifice, ou don volontaire, est à la fois une assurance pour les dédicants, l'expression de la paternité de la divinité et un don total ou divinisation du sacrifié. Il se compose d'un sacrifice sanglant et d'une crémation.
La cérémonie qui encadre le sacrifice est souvent le support d'accusations de cruauté et de barbarie envers les Carthaginois de la part des Romains puis des Pères de l'Église. Si son ancienneté est attestée par l'archéologie, il est parfois remplacé par un sacrifice de substitution, désigné en latin sous le terme de molchomor (acte rituel par excellence du culte de Saturne). Toutefois la proportion de sacrifice humains aurait selon certaines sources tendance à augmenter, et au IVe siècle av. J.-C. l'évolution de Carthage accompagne un accroissement de la proportion de sacrifices humains qui jouaient peut-être un rôle social.
Selon Leglay, « le rite punique n'a pas été aboli après la destruction de Carthage mais nous savons aussi qu'il s'est implanté dans la population indigène de l'Afrique. L'archéologie semble assurer de la réalité des sacrifices d'enfants après trois siècles de domination romaine ».
Le même auteur décrit le sacrifice en cinq étapes : le iussus dei et le uotum : l'ordre ou l'injonction divine du sacrifice ; les préliminaires au sacrifice : ornementations, parure de la victime et procession ; la remise de la victime et sa consécration ; le sacrifice proprement dit ; la déposition des restes, ou depositio, l'érection de la stèle et l'inhumation des restes. 